# Maher-Szalal-Chasz-Baz
Maher-Szalal-Chasz-Baz – drugi syn proroka Izajasza. Jest wspomniany w 8 rozdziale Księgi Izajasza.
Jego imię tłumaczy się jako Rychły-Łup-Bliska-Zdobycz, Szybko-grab-chyżo-łup, Pośpiesza łup - szybko nadchodzi zdobycz, Spieszny-łup-prędka-grabież i oznacza mającą nastąpić klęskę Damaszku i Samarii. Jest uznawane za najdłuższy wyraz występujący w Biblii, mimo że za jeszcze dłuższe imię można by przyjąć wyrażenie pojawiające się w Iz 9, 5 (Przedziwny Doradca, Bóg Mocny, Odwieczny Ojciec, Książę Pokoju).